# Сорочинский, Владимир Владимирович
Владимир Владимирович Сорочинский (род. 15 февраля 1980, Джамбул) — казахстанский и белорусский футболист, защитник, тренер.

## Биография
Воспитанник СДЮШОР своего родного города, первый тренер — Н. Муратов. В 1996 году спортсмену было присвоено звание мастера спорта Казахстана, в том же году был впервые включён в заявку взрослой команды «Тараз», но ни разу не вышел на поле. В сезоне 1997 года сыграл 7 матчей в высшей лиге Казахстана, в том числе в «золотом матче», проигранном «Иртышу», и стал серебряным призёром чемпионата.
В 1998 году перебрался в Беларусь и провёл два с половиной сезона в составе середняка высшей лиги «Динамо» (Брест). Летом 2000 года перешёл в «Славию» (Мозырь), с которой стал чемпионом страны 2000 года, сыграв в победном сезоне 10 матчей. В 2001 году с мозырским клубом стал финалистом Кубка Беларуси, но в чемпионате в этом и следующем сезонах выступал заметно реже. Выходил на поле в играх еврокубков. Сезон 2003 года пропустил из за травмы, затем провёл ещё два года в брестском «Динамо».
В 2006 году выступал в первой лиге за «Барановичи», а в следующем сезоне был в составе Коммунальника (Слоним). С 2008 года в течение семи сезонов играл за «Городею», провёл более 150 матчей во второй и первой лигах. В начале 2010-х годов был капитаном команды. Победитель второй лиги 2010 года, серебряный призёр первой лиги 2012 и 2013 годов. В 2014 году назначен ассистентом главного тренера «Городеи», также был внесён в заявку как игрок, но на поле уже не выходил.
В 2015 году играл в любительском клубе «Брестжилстрой», в его составе участвовал в матчах Кубка Беларуси.
Всего в высшей лиге Беларуси сыграл 129 матчей и забил 3 гола.
Выступал за сборные Казахстана младших возрастов, однако не смог принять участие в финальных турнирах молодёжных чемпионатов Азии-1998 и мира-1999 из-за занятости в клубе.
После окончания профессиональной карьеры работал тренером любительских команд по мини-футболу, а также детским тренером в Брестском областном центре олимпийского резерва по футболу. С 2017 года работает главным тренером клуба высшей лиги по пляжному футболу «Брест».

## Достижения
- Серебряный призёр Чемпионата Казахстана: 1997
- Чемпион Беларуси: 2000
- Финалист Кубка Беларуси: 2001